# Хупер, Дэвид Винсент
Дэвид Винсент Хупер (англ. David Vincent Hooper, 31 августа 1915, Райгит — май 1998) — британский игрок в шахматы и писатель. Будучи любителем, поделил пятое место на чемпионате Великобритании по шахматам, проходившем в 1949 году в Филикстоу. Стал британским чемпионом 1944 года в шахматах по переписке и чемпионом турнира в Лондоне 1948 года. Играл на шахматной олимпиаде, проходившей в Хельсинки в 1952 году.
Хупер являлся экспертом в теории эндшпиля и истории шахмат девятнадцатого века. Наиболее известен своими шахматными книгами: The Oxford Companion to Chess 1984 года (в соавторстве с Кеннетом Уайлдом, книга была переиздана в 1992 году), «Стейниц» (Гамбург, 1968, на немецком языке) и «Карманный путеводитель по шахматным эндшпилям» (англ. A Pocket Guide to Chess Endgames) (Лондон, 1950).

## Книги Хупера
- Hooper, David (1970), A Pocket Guide to Chess Endgames, Bell & Hyman, ISBN 0-7135-1761-1
- Euwe, Max; Hooper, David (1959), A Guide to Chess Endings, Dover (1976 reprint), ISBN 0-486-23332-4
- Hooper, David; Whyld, Kenneth (1992), The Oxford Companion to Chess (2nd ed.), Oxford University Press, ISBN 0-19-280049-3 {{citation}}: Шаблон цитирования имеет пустые неизвестные параметры: |1= (справка)
- Hooper, David (1968), Practical Chess Endgames (Chess Handbooks), Law Book Co of Australasia, ISBN 0-7100-5226-X
- Cafferty, Bernard; Hooper, David (1979), A Complete Defence to 1P-K4: A Study of Petroff's Defence (2nd ed.), Pergammon Press, ISBN 0-08-024088-7
- Cafferty, Bernard; Hooper, David (1981), A Complete Defence to 1d4: A Study of the Queen's Gambit Accepted, Pergammon Press, ISBN 0-08-024102-6
- Hooper, David; Brandreth, Dale (1975), The Unknown Capablanca, B.T. Batsford, ISBN 978-0-486-27614-4